# Teorema di Hellinger-Toeplitz
In matematica, in particolare in analisi funzionale, il teorema di Hellinger-Toeplitz, il cui nome si deve a Ernst Hellinger e Otto Toeplitz, stabilisce che un operatore simmetrico definito ovunque in uno spazio di Hilbert è un operatore limitato. Detto {\displaystyle \langle \cdot |\cdot \rangle } il prodotto interno dello spazio di Hilbert, per definizione un operatore {\displaystyle A} è simmetrico se:
{\displaystyle \langle Ax|y\rangle =\langle x|Ay\rangle }
per tutti gli {\displaystyle x} e {\displaystyle y} nel dominio di {\displaystyle A}. Gli operatori simmetrici definiti ovunque sono necessariamente autoaggiunti, per cui si può anche formulare il teorema dicendo che ogni operatore autoaggiunto definito ovunque è limitato. Dal momento che gli operatori autoaggiunti sono chiusi, il teorema di Hellinger-Toeplitz può essere visto come un corollario del teorema del grafico chiuso. Si può anche ricavare dal principio dell'uniforme limitatezza.
Il teorema ha conseguenze in fisica, in particolare nella formalizzazione della meccanica quantistica, in quanto le osservabili sono operatori autoaggiunti spesso non limitati: per il teorema di Hellinger-Toeplitz esse non possono essere definite ovunque, ma soltanto in un sottoinsieme denso dello spazio. Per esempio l'oscillatore armonico:
{\displaystyle [Hf](x)=-{\frac {1}{2}}{\frac {\mathrm {d} ^{2}}{\mathrm {d} x^{2}}}f(x)+{\frac {1}{2}}x^{2}f(x)\qquad x\in \mathbb {R} }
è autoaggiunto (con autovalori 1/2, 3/2, 5/2,...) e non può essere definito su tutto lo spazio di Hilbert {\displaystyle L^{2}(\mathbb {R} )}, non essendo limitato.